# نرجيز باشايفا
نرجيز عاريف قيزي باشايفا (بالأذرية: Nərgiz Arif qızı Paşayeva) – دكتورة في العلوم الأدب، بروفيسورة، عميدة فرع باكو لجامعة موسكو الحكومية إسمه  لومونوسوف، نائبة الرئيس في أكاديمية العلوم الوطنية الأذربيجانية، عضو حقيقي في أكاديمية العلوم الوطنية الأذربيجانية منذ 2 مايو عام 2017، الرئيسة المشاركة للجمعية الأنغلوأميركية، مديرة المركز العلمي لدراسات أذربيجان والقوقاز إسمه نظامي الكنجوي لجامعة أكسفورد.

## حياتها
ولدت نرجيز باشايفا في 13 ديسمبر عام 1962 في مدينة باكو. تلقت تعليمها في المدرسة الثانوية للموسيقى إسمه بولبول بين 1968 – 1978.
في 1978 إلتحقت بكلية ألادب وتخرج منها مع مرتبة الشرف في 1983.
في 1983 إلتحقت كلية الدراسات العليا وأكملت مبكرا عملها أطروحة باسم «إبتكارات صابير» ودافعت بنجاح.
23 سبتمبر عام 1987 حصلت على لقب الاستحقاق في الأدب.
منذ مارس لعام 1987 عملت مساعدة، أستاذة، أستاذة رائيسية، وفي قسم «تاريخ الأدب لأذربيجان» لكلية ألادب في جامعة باكو الحكومية، وبين 1994-2008 مديرة القسم «اللغة وألادب» في أكاديمية باكو للموسيقى.
في 11 فبرايير لعام 2005 حصلت على درجة الدكتوراه في الأدب وفي 30 مارس لعام 2005 على درجة بروفيسورة.
بين 2006-2008 نائبة رئيس الجامعة على العلاقات الدولية في جامعة باكو الحكومية.
منذ 2007 نرجيز باشايفا هي عضوا في اتحاد كتاب أذربيجان.
في 23 يونيو لعام 2008 تم التعيين نرجيز باشايفا رئيسة الجامعة إلى فرع باكو لجامعة موسكو الحكومية إسمه  لومونوسوف بموجب القرار لرائيس جمهورية أذربيجان إلهام علييف.
نرجيز باشايفا هي مديرة لقسم الأدب الأذربيجاني الكلاسيكي" في جامعة باكو الحكومية منذ أكتوبرا لعام 2009.
في 30 يونيو لعام 2014 هي إنتخبت عضوا مناظرا في أكاديمية العلوم الوطنية الأذربيجانية.
من 2 مايو 2017 إنتخبت نرجيز باشايفا عضوا كاملا في أكاديمية العلوم الوطنية الأذربيجانية.
و من 8 يونيو لعام 2018 إنتخبت نائبة الرئيس في أكاديمية العلوم الوطنية الأذربيجانية.
نرجيز باشايفا هي ابنة الأكاديمي عارف باشاييف وعائدة إيمانقولوييفا وأختها مهريبان علييفا.